# Salisbury (Maryland)
Salisbury település az Amerikai Egyesült Államok Maryland államában, Wicomico megyében, melynek megyeszékhelye is. Lakosainak száma 33 050 fő (2020. április 1.).

## Népesség
A település népességének változása:

| 2010 | 30 343 |
| 2020 | 33 050 |